# 네덜란드 요리

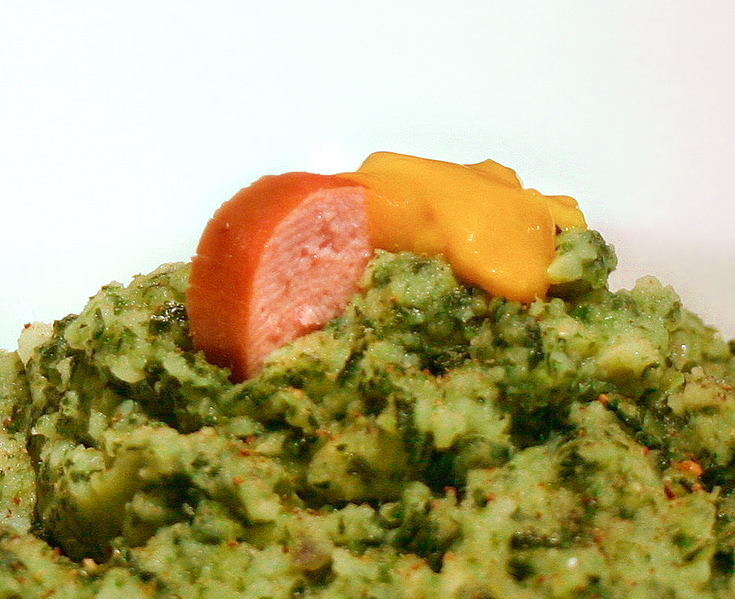
스탐폿

네덜란드 요리(Netherland 料理, 네덜란드어: Nederlandse keuken 네데를란처 쾨컨[*])는 네덜란드의 풍요로운 농업을 기반으로 하여 함께 발달하였다. 전체 요리에서 채소 요리의 비중이 높으며 육류 요리와 비교하더라도 확실히 채소를 쓴 요리가 많은 것이 특징이다.

## 역사
지금에 와서 네덜란드의 전통 요리라 함은 꽤나 이른 시기에 발달한 것을 지칭한다. 17세기 이후로 부유층 중심의 과일, 치즈, 고기, 와인, 견과류를 중심으로 한 식단이 발달하였다. 국가적인 요리 문화가 꽃피운 것은 20세기로 넘어가면서부터인데 그 당시 수많은 여학생들이 부유층 집안에서 일하도록 교육받는 일종의 학교에 갔다. 그 학교를 네덜란드어로 Huishoudschool이라 하였는데 여학생들은 전반적으로 싸고 간단한 음식을 만드는 방법에 대해서 배웠다고 한다.

## 생산물
네덜란드의 직업이란 어림잡아 5분과로 나뉜다. 어업, 목축업, 과수농업, 온실에서 하는 원예농업, 근교농업이 그것이다. 다만 온실의 작물은 거의 음식 문화와 관계가 없다.
농업에서는 감자, 완두콩, 당근, 양파, 양배추, 근대 뿌리 따위가 있다. 최근에는 과거에는 먹다가 시장에서 사라졌던 작물들이 다시 주목을 받고 있기도 한데 쇠비름, 양모과, 검은쇠채가 해당된다. 온실에서는 대개 토마토나 오이, 고추, 양상추를 재배한다. 어업에서는 대구, 청어, 고등어, 참치, 연어, 굴, 새우 따위가 많이 잡힌다고 한다.

## 인도네시아의 영향
과거에 네덜란드는 인도네시아를 식민지로 삼았기에 상당수의 아시아 요리가 네덜란드 요리에 영향을 끼쳤다. 16세기 이후로 거의 모든 종류의 향신료가 네덜란드령 동인도제도에서 네덜란드 본토로 도입되었고 그러면서 전통 요리의 맛이 아시아 향신료와 곁들여지는 형태로 바뀌었다. 후에 쌀과 닭고기 혹은 돼지고기를 한데 해서 만든 나시 고랭은 네덜란드화되어 정착하기도 했다. 이러한 점 때문인지 네덜란드에 있는 중국 음식점에서도 인도네시아 풍의 음식을 많이 내놓는다.

## 치즈와 빵
네덜란드는 낙농 제품과 치즈로 유명하다. 네덜란드의 치즈 중 다수가 반경질치즈(semihard cheese) 혹은 경질치즈(hard cheese)이다. 잘 알려진 종류로는 하우다 치즈(네덜란드어: Gouda), 에담 치즈, 레이덴 치즈(네덜란드어: Leidse) 등이 있다. 네덜란드식으로 치즈를 만드는 법으로는 처음에 향신료나 허브를 혼합물에 넣고 만드는 것이 있다.
네덜란드의 빵은 효모균을 발효한 밀가루로 만들어서인지 가벼운 느낌이 든다. 1970년대 이후로 네덜란드에서는 빵을 반죽할 때 호박씨앗이나 해바라기 씨앗을 넣게 되었다. 물론 맛을 좋게 하기 위해서였다. 이례적으로 호밀빵은 네덜란드의 빵 중에서도 촉감이 질긴 편에 속한다. 흰빵은 아주 고급스러운 빵에 속한다.
치즈 말고도 빵에 고기나 단 것을 얹어 먹기도 하는데 대개 많은 네덜란드인들은 고유의 초콜릿(네덜란드어: hagelslag)이나 잼 따위를 올려서 먹고 지방에서는 말린 소시지나 소의 젖으로 짠 것을 발라 먹기도 한다.

## 차와 커피
네덜란드 사람들은 하루종일 커피를 먹는데 간단한 비스킷과 곁들여 먹는 게 보통이다. 하지만 한 잔에는 비스킷 하나만을 먹는 것이 거의 관습화되어 있다. 이것에 대한 이유로는 개신교의 절약 정신과 사고방식에 따른게 아닌가 하는 견해가 있다. 결코 증명된 얘기는 아니지만 1940년대 후반에 전 네덜란드 총리였던 윌리엄 드리스의 부인이 방문한 미국인 외교관에게 커피와 비스킷 하나를 대접했다. 그러자 나중에 그 외교관은 마셜 계획의 지원금이 네덜란드에서 잘 집행되었다고 생각했다고 한다.
네덜란드인들은 친구들을 커피 타임에 초대하는데 대개 커피와 케이크, 비스킷을 제공한다. 대개 점심 전인 낮 10시 ~ 낮 11시에 이 시간을 갖는다.

## 식사
네덜란드의 저녁 식사는 저녁 5시쯤으로 다른 나라에 비해 상당히 빠른 편이다. 간단한 정찬을 먹게 되면 야채와 고기로 육즙을 낸 감자 요리를 먹은 다음에 야채와 감자를 한데 섞어서 만든 스튜를 먹는다. 요리 사이에는 가끔가다 간단한 수프를 먹기도 한다. 현재 네덜란드의 식사 문화는 다분히 외국의 식문화 영향을 많이 받았다. 인도네시아 식의 볶음 요리나 멕시코 요리, 스위스 치즈 퐁듀, 이탈리아 파스타를 먹기도 하며 물론 지역 레스토랑에도 이런 메뉴는 흔하다. 식사를 마치고 나서는 달콤한 후식을 먹는다. 전통적으로는 카스타드 과자와 우유 또는 요구르트를 먹는다.
만약 받은 식사가 콩/감자, 고기와 채소가 함께 나온다면 거의 스튜일 것이다. 대개 요리에는 베리 종류의 열매나 정향 열매, 월계수, 식초를 첨가한다.
식사로 팬케이크를 먹기도 하는데 작은 팬케이크인 포페체스(네덜란드어: poffertjes)나 다른 종류의 케이크를 먹는다. 서프레지아제도에서는 (네덜란드어: Broeder)를 주로 먹는다.

## 주류
일반적으로 와인이 네덜란드 요리에서 가장 주요한 음료인데 대개는 맥주도 많이 마시며 도수가 상당히 높다. 가장 유명한 네덜란드의 맥주 생산자로는 하이네켄 맥주(Heineken)과 그롤쉬(Grolsch)가 있다. 도수가 높은 맥주로는 제네바(Jenever), 백포도주로 만드는 칸델(kandeel), 오렌지 브랜디의 일종인 오란제비테르(Oranjebitter)가 있다. 오란제비테르는 오래전부터 왕실에서 축제 기간에 마셨다고 한다.

## 기념일 때

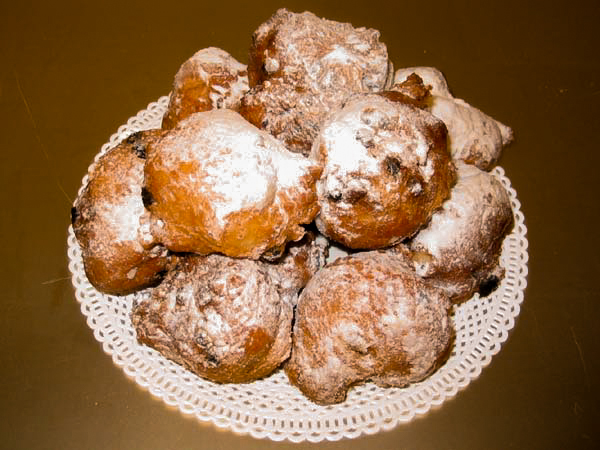
12월 31일(새해 전날)에 먹는 네덜란드의 케이크

새로운 아이가 태어나면 젊은 부부가 아니스 열매로 크림을 바른 러스크 빵을 주위 이웃과 가족끼리 나눠 먹는다.
네덜란드의 산타클로스 축제가 12월 5일 열린다. 특이한 종류의 과자들을 만들고 초콜릿과 마르지판(아몬드와 설탕 따위로 만든 과자)으로 편지를 만들기도 한다. 생일날에는 모든 종류의 과자를 먹는데 갖가지 종류의 과자가 헤아릴 수 없을 정도로 많다.

## 패스트푸드
네덜란드에는 자국 형태의 패스트푸드가 있다. 네덜란드식의 패스트푸트 식사는 소스와 고기를 곁들인 프렌치프라이가 있다. 가장 흔한 소스로는 마요네즈로서 케찹이나 땅콩 크림, 겨자절임도 많이 프렌치프라이에 발라 먹는다. 특별한 경우에는 얇게 썬 양파와 마요네즈, 케찹을 섞어서 내놓고 땅콩소스와 마요네즈를 함께 소스로 내놓기도 하는데 네덜란드에서는 이것을 oorlog이라고 하고 문자 그대로 해석하면 전쟁이라는 뜻이다. 고기는 바삭바삭할 정도로 익혀 내놓는데 프링칸델이라고 해서 고기를 잘게 썰어 만든 소시지 같은 요리와 함께 먹기도 하고 빵부스러기를 위에 뿌려서 만든 라구(ragout)를 먹기도 한다.
네덜란드식의 크로켓인 비터발(bitterbal)은 겨자 소스와 곁들여 많은 식당에서 판다. 인도네시아식으로 튀겨낸 고랭인 바미합(bamihap), 빵 위에 나시 고랭을 얹어 같이 튀겨낸 나시발(nasibal)도 있다.
또다른 패스트푸드에는 생선이 속하는데 양파와 청어를 함께 해서 간단하게 먹기도 한다. 시장에서는 그렇게 만들어서 많이 파는데 다진 양파를 청어에 곁들이면 비린내가 덜하기 때문이다. 또 키벨링(kibbeling)이라는 네덜란드식의 생선튀김이 있다. 대구를 잘게 해서 튀겨 너겟처럼 먹기도 하고 구운 뱀장어 고기나 청어를 만 빵을 바삭하게 튀겨서 먹기도 한다.

## 같이 보기
- 유럽 요리